# 坂井西警察署
坂井西警察署（さかいにしけいさつしょ）は、福井県警察が管轄する11ある警察署の一つである。

## 所在地
- 福井県坂井市三国町緑ヶ丘四丁目15番40号

## 管轄区域
- 坂井市の一部（旧坂井郡三国町の区域）
- 福井市の一部（福井臨海工業地帯の一部）

## 沿革
- 1954年（昭和29年）7月：警察法改正により福井県警察三国警察署として発足。
- 2006年（平成18年）3月20日：坂井市の発足に伴い、三国警察署を坂井西警察署に改称。

## 組織
- 警務会計課
  - 警務会計係
  - 警察安全相談係
- 刑事生活安全課
  - 刑事(第一係・第二係)
  - 鑑識・庶務係
  - 生活安全係
- 地域課
  - 指導・通信指令係
- 交通課
  - 交通係
- 警備課
  - 警備係

## 交番・駐在所
2020年時点。

### 交番
- 署所在地交番（坂井市三国町緑ヶ丘四丁目、坂井西警察署内）

### 駐在所
- 雄島駐在所（坂井市三国町安島1丁目409）
- 加戸駐在所（坂井市三国町加戸72-107-1）
- 三里浜駐在所（坂井市三国町新保48-4-1）
- 金井橋駐在所（坂井市三国町楽円37-5）

## 隣接区域を管轄する警察署
福井県警察
- あわら警察署
- 坂井警察署
- 福井南警察署